# Johannes Riepenhausen

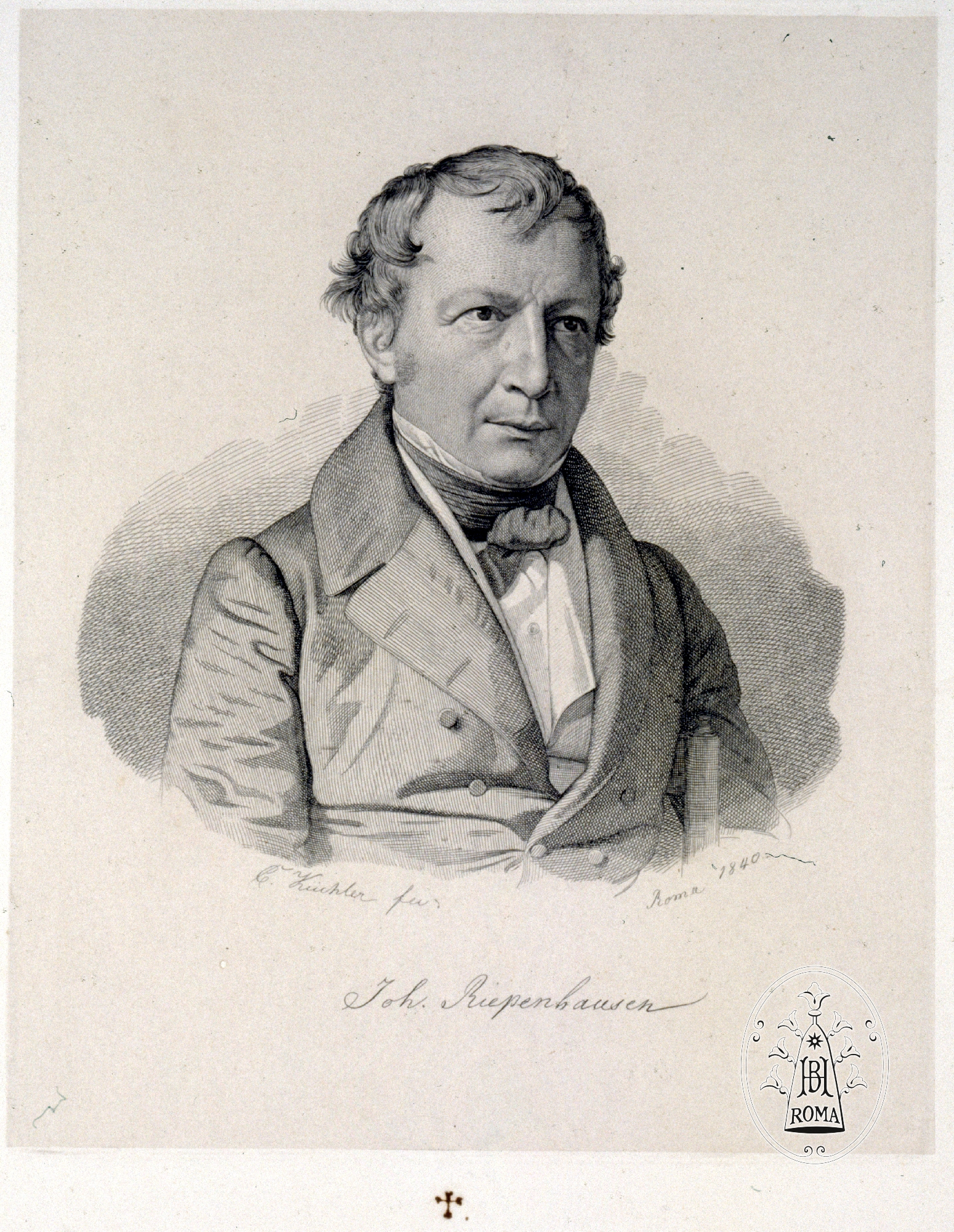
Johannes Riepenhausen, 1840 gezeichnet von Carl Gotthelf Küchler

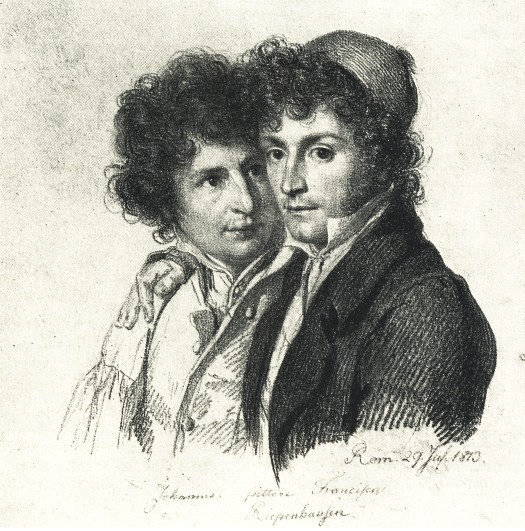
Carl Christian Vogel von Vogelstein – Johannes Riepenhausen (links) und sein Bruder Franz, 1813

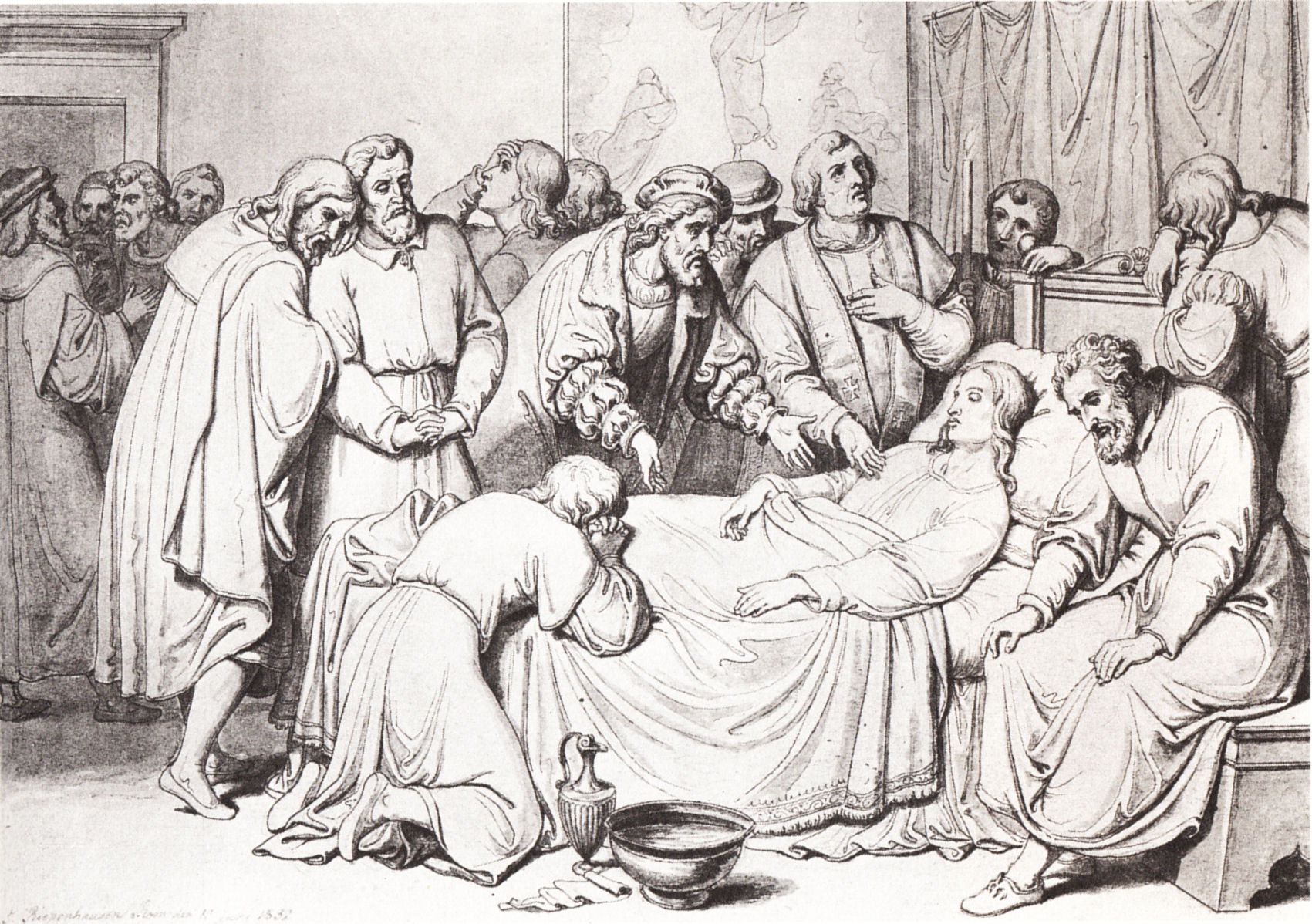
Der Tod Raffaels (Federzeichnung, 1832)

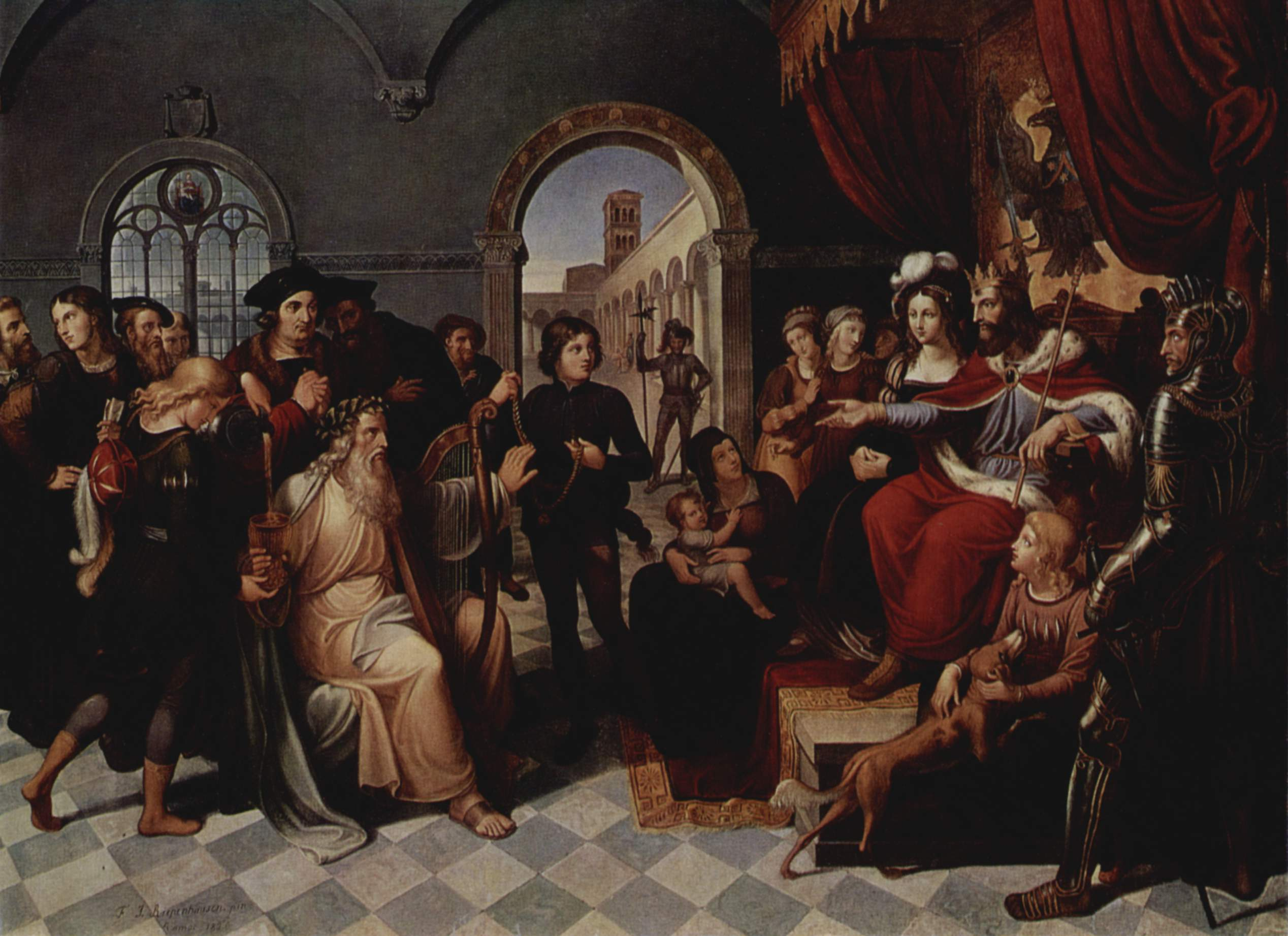
Der Sänger (Gemeinschaftswerk)

Johannes Riepenhausen (auch: Johann Christian Riepenhausen; * 10. März 1787 in Göttingen; † 11. September 1860 in Rom) war ein deutscher Maler und Kupferstecher.

## Leben
Riepenhausen und sein Bruder Franz Riepenhausen lernten zunächst bei ihrem Vater Ernst Ludwig Riepenhausen, später bei Tischbein auf der Akademie zu Kassel (1800–1803). Im Mai 1804 gingen nach Dresden, wo sie wie ihr Freund Carl Friedrich von Rumohr zum Katholizismus konvertierten. Zusammen mit Rumohr zogen sie im Sommer 1805 nach Italien und wählten Rom zu ihrem bleibenden Aufenthaltsort. Dort verkehrten sie mit anderen Deutschrömern und im Umfeld der Nazarener. In diesem Milieu widmeten sie sich dem Studium altitalienischer Meister, besonders der Kunst Raffaels.
Kreidezeichnungen zu Goethes „Faust“, zu Schillers „Taucher“ und zu dessen „Kampf mit dem Drachen“, Darstellungen aus dem Leben Karls des Großen und viele Bilder religiösen Inhalts gehören in diese Periode. Im Jahr 1822 vollendeten sie die Geschichte der heiligen Elisabeth für den Herzog von Cambridge und eine Replik der Verklärung Raffaels. Für den Saal des Guelfenordens in Hannover malten die Brüder 1825 das große Ölgemälde „Heinrich der Löwe“, den Kaiser Friedrich I. beim Herausgehen aus der Peterskirche gegen den meuchlerischen Anfall der Römer schützend.
Gemeinschaftlich führten sie auch die „Geschichte der Malerei in Italien“ (Stuttgart und Tübingen 1810–20, 2 Hefte), 24 Umrisse nach den italienischen Meistern vor Perugino, eine Reihe von Umrissen nach Pausanias’ Beschreibung der polygnotischen Gemälde in der Lesche der Knidier zu Delphi (32 Blätter) und 16 Blätter Radierungen zu Ludwig Tiecks „Genoveva“ aus.
Nach dem Tode von Franz gab Johannes die Zeichnungen, welche beide zur bildlichen Darstellung des Lebens Raffaels ausgeführt hatten, unter dem Titel „Vita di Raffaelle da Urbino“ (Rom 1833, 12 Blätter) heraus.
1855 wurde dem unterdessen zum Hofmaler erhobenen und noch immer in Rom arbeitenden Riepenhausen, ebenso wie dem Königlich Hannoverschen Hofmaler Eduard Frederich in Hannover, das Ritterkreuz des königlich hannoverschen Guelphen-Ordens verliehen.

## Werke (Auswahl)
- Raffaels Tod (1836)
- Herzog Erich der Ältere von Calenberg und Kaiser Maximilian vor der Veste Kufstein in Tirol (vor 1837)
- Erich von Braunschweig bittet in Kufstein bei Maximilian I. für die Gefangenen (1837)
- Untergang der Familie Cenci (1839)